# Luke's Busy Day
Luke's Busy Day é um curta-metragem norte-americano de 1917, do gênero comédia, estrelado por Harold Lloyd.

## Elenco
- Harold Lloyd - Lonesome Luke
- Bebe Daniels
- Snub Pollard
- Bud Jamison
- Sidney De Gray
- Earl Mohan
- C.G. King
- Max Hamburger
- Norman Napier
- W.L. Adams
- Gus Leonard

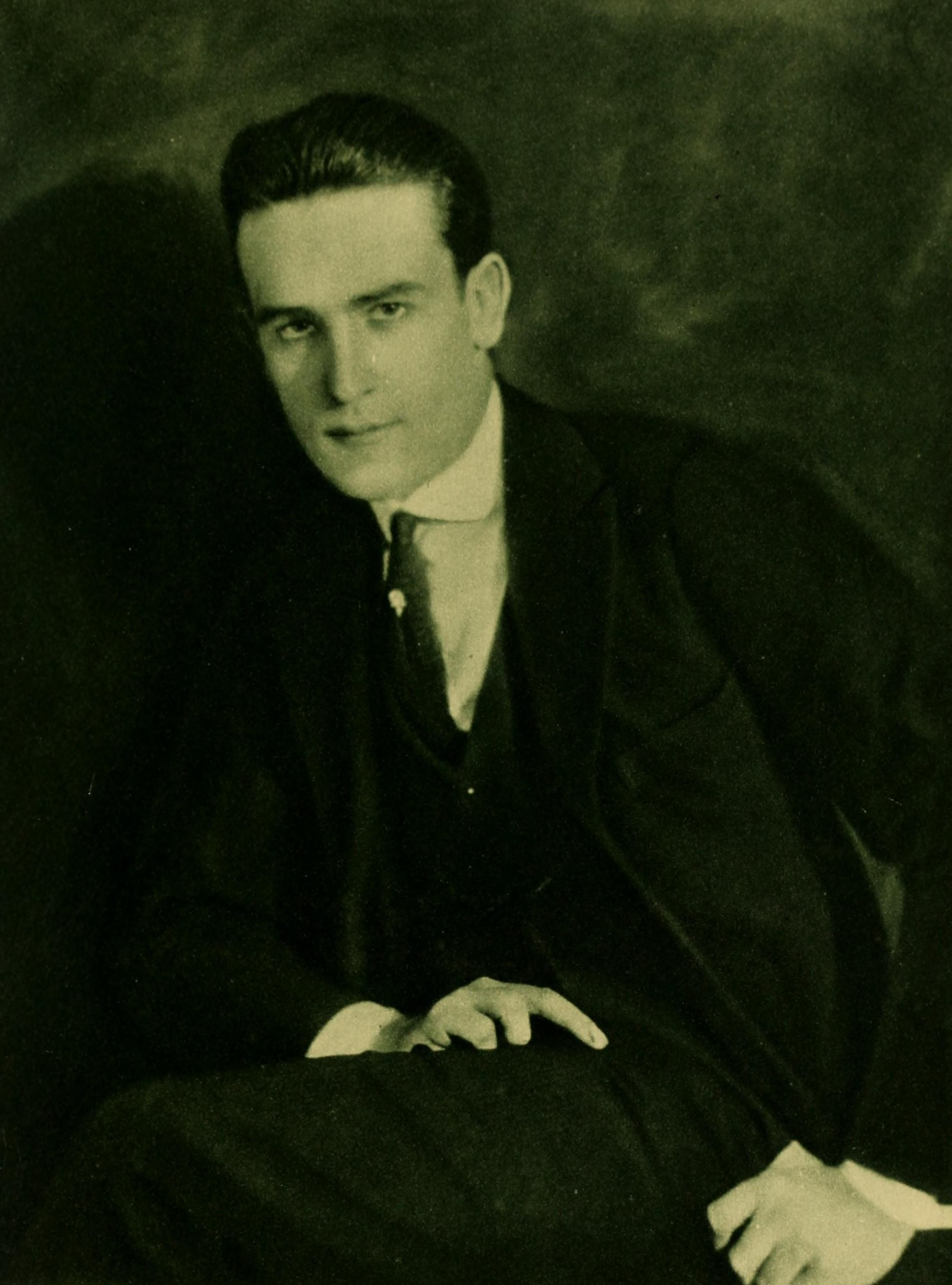
Harold Lloyd

- William Brown - (como William N. Brown)
- H. Granger
- J.A. Irvin - (como J. Irvine)
- Frank Lake
- Marie Mosquini
- Virgil Owens - (como Virgil Owen)
- Harry Russell